# 逆転クイズ スーパービンゴ
『逆転クイズ スーパービンゴ』（ぎゃくてんクイズ スーパービンゴ）は、日本テレビ系列局ほかで放送されていた日本テレビ製作のクイズ番組である。東京芝浦電気（現・東芝）の一社提供。日本テレビ系列局では1980年11月5日から1981年3月25日まで、毎週水曜 19:30 - 20:00 （日本標準時）に放送。

## 概要
月曜から金曜の帯で放送されていた昼の番組『うそつきクイズ』と『クイズ スクエア』の後継番組で、『クイズ スクエア』の終了から約1か月の空白期間を経てスタートした。本番組ではB&Bがメイン司会を務め、松永二三男（当時日本テレビアナウンサー）が実況を担当していた。

## ルール

### 前半戦
本番組へのリニューアルでペア対抗の勝ち抜き方式からペア4組のトーナメント方式に変更され、前半戦で2組ずつの対戦を行うようになった。ルールそのものは前述の『うそつきクイズ』や『クイズ スクエア』とほぼ同様で、3×3の9マスに陣取ったタレントを指名し、答えが「ホント」か「ウソ」かを当てる方式であったが、以下の相違点がある。
- 相手チームは、解答チームが間違っていると思った時に「ダウト」を宣言することができる。「ダウト」宣言があった場合、解答チームが不正解であれば相手チームがマスと賞金を獲得し、正解であれば解答チームが引き続きパネリストの選択権を有する。
- マスを獲得するごとに賞金を獲得。賞金の額はパネリストごとに異なる（1万円、2万円、3万円の3つ。額が安いほどばれやすくなる）。
- B&Bの受け持つ中央部のマスを選択した際には、B&Bが漫才でクイズを出す。正解した際の獲得賞金は5万円。この問題のみダウトは掛けられない。解答チームが不正解の場合に相手チームがマスを獲得する。
- 2戦目を行う前には、1戦目の結果に合わせてパネリストの賞金額を増減させる（ばれたパネリストは減額、騙せたパネリストは増額）。

### 後半戦
前半戦を勝ち抜いたペア2組による対戦。パネリストの賞金は全員1万円。9マスのうち、外周の8マスを四角形の4辺に見立てて奪い合いを繰り広げた。問題は全て3択問題で、正解すればマス3つを獲得できたが、不正解の場合には相手チームのものとなった。また2問目以降、既に獲得されたマスがある場合には上書きされた。
最終的に獲得したマスの多いペアが優勝。マスの獲得数によって以下のクイズが出題された。全てB&Bによる2択問題。
8マス全て獲得の場合
パーフェクトチャンスに挑戦。正解すれば紙吹雪が降りハワイ旅行＋賞金10万円を獲得。
7マス獲得の場合
ボーナスチャンスに挑戦。正解すれば賞金10万円獲得。
「6-2」もしくは「5-3」の場合
マスの獲得数の少ないチームが中央部のマスを使って逆転チャンスに挑戦。正解すれば中央部を通る対角線上にあるマスを3つ獲得し、逆転優勝となる。不正解であれば獲得したマスが没収され、相手チームの逃げ切り勝ちとなる。
両チームともに4マスの場合
同点決勝。両チームとも解答する。正解したチームが優勝となる（両チーム優勝、もしくは優勝チーム無しの場合もあり）。
優勝賞品は、基本的に東芝製のテレビであった。

## 補足
一度だけレギュラーパネリストが解答者となり、落語家がパネリストになった回がある。結果は柳生博親子チームの優勝で、そのチームはパーフェクトチャンスに成功し、ハワイ旅行と10万円を貰った。